# Edgar Saúl Jiménez
Édgar Saúl Jiménez (Ecatepec de Morelos, Estado de México; 28 de marzo de 2001) es un futbolista mexicano, juega como Mediocampista y su equipo actual es el Atlante de la Liga de Expansión MX.

## Trayectoria
Inicios
Tuvo sus inicios en el equipo de la Universidad del Fútbol en tercera división en el año 2018, más adelante pasaría a la sub-20 del Pachuca, también milito en equipos de tercera división como Faraones Texcoco y Muxes.

### Atlante Fútbol Club
En 2022 llega al Atlante, debutando el 18 de agosto de 2022 ante Pumas Tabasco.